# 2020 în Etiopia
2018 - 2019 - 2020 - 2021 - 2022
Această pagină prezintă cele mai importante evenimente care au avut loc în 2020 în Etiopia.

## Cronologie
Noiembrie
- 4 noiembrie - Începe Conflictul din Tigrai.

## Legături externe
Materiale media legate de 2020 în Etiopia la Wikimedia Commons